# Reinhard Spree
Reinhard Spree (* 19. Oktober 1941 in Arnsdorf, Landkreis Hirschberg im Riesengebirge, Provinz Niederschlesien) ist ein deutscher Sozial- und Wirtschaftshistoriker. Seine Forschungsschwerpunkte sind die Historische Konjunktur- und Wachstumsforschung, Fragen der sozialen Ungleichheit; Sozialgeschichte der Medizin und des Gesundheitswesens.

## Leben
Er absolvierte zunächst eine Banklehre, ehe er ab 1963 Volkswirtschaftslehre, Soziologie, Sozial- und Wirtschaftsgeschichte an der Universität Hamburg und der Freien Universität Berlin studierte. Zwischen 1970 und 1973 war er wissenschaftlicher Mitarbeiter am Institut für Wirtschafts- und Sozialgeschichte der Freien Universität. Daneben beteiligte er sich am Projekt „Ein Simulationsmodell der Bundesrepublik Deutschland“. In den Jahren 1973 bis 1978 war Spree am Max-Planck-Institut für Bildungsforschung in Berlin tätig. Mit anderen arbeitete er an dem Projekt „Historisch-empirische Studien zu sozialisationsrelevanten Dimensionen sozialer Ungleichheit“.
Spree wurde 1975 an der Freien Universität mit einer Dissertation über Die Wachstumszyklen der deutschen Wirtschaft von 1840 bis 1880 promoviert. Er habilitierte sich 1981 an der Technischen Universität Berlin. Zwischen 1978 und 1986 war er als Professor für die Geschichte und Theorie der Industrialisierung an der Fachhochschule für Wirtschaft in Berlin tätig. Daneben blieb er dem Max-Planck-Institut für Bildungsforschung als Mitarbeiter verbunden. In den Jahren 1985/1986 vertrat er Sidney Pollard an der Universität Bielefeld. Danach hatte er bis 1992 die Professur für Wirtschaftsgeschichte an der Universität Konstanz inne. Verschiedentlich nahm er auch Lehraufträge an der Universität Zürich wahr. Im Jahr 1992 wurde er Professor für Sozial- und Wirtschaftsgeschichte an der Universität München. Dort trat er die Nachfolge von Wolfgang Zorn an. Daneben übernahm er Lehraufträge an der Katholischen Universität Eichstätt-Ingolstadt. Im Jahr 2007 wurde er emeritiert.
Neben Monographien veröffentlichte Spree zahlreiche Aufsätze zu meist wirtschafts- und sozialgeschichtlichen Themen. Er ist auch als Herausgeber tätig. Im Jahr 2001 erschien etwa der Sammelband Geschichte der deutschen Wirtschaft im 20. Jahrhundert.

## Veröffentlichungen (Auswahl)
- Die Wachstumszyklen der deutschen Wirtschaft von 1840 bis 1880. Berlin 1977, ISBN 3-428-03885-1.
- Wachstumstrends und Konjunkturzyklen in der deutschen Wirtschaft von 1820 bis 1913. Quantitativer Rahmen für eine Konjunkturgeschichte des 19. Jahrhunderts. Göttingen 1978, ISBN 3-525-36168-8.
- Soziale Ungleichheit vor Krankheit und Tod. Zur Sozialgeschichte des Gesundheitsbereichs im Deutschen Kaiserreich. Göttingen 1981, ISBN 3-525-33457-5.
- Health and Social Class in Imperial Germany. A Social History of Mortality, Morbidity and Inequality. Oxford u. a. 1988, ISBN 0-85496-527-0.
- Lange Wellen wirtschaftlicher Entwicklung in der Neuzeit. Historische Befunde, Erklärungen und Untersuchungsmethoden. Köln 1991.
- Der Rückzug des Todes. Der Epidemiologische Übergang in Deutschland während des 19. und 20. Jahrhunderts. Konstanz 1992.
- als Hrsg. mit Alfons Labisch: „Einen jedem Kranken in einem Hospitale sein eigenes Bett.“ Zur Sozialgeschichte des Allgemeinen Krankenhauses in Deutschland im 19. Jahrhundert. Frankfurt am Main / New York 1996, ISBN 3-593-35396-2.
- Eine bürgerliche Karriere im deutschen Kaiserreich. Der Aufstieg des Advokaten Dr. jur. Hermann Ritter von Pemsel in Wirtschaftselite und Adel Bayerns. Aachen 2007, ISBN 978-3-8322-5664-7.